# Lijst van leden van de International Swimming Hall of Fame
Hier volgt een overzicht van de leden van de internationale International Swimming Hall of Fame
De leden zijn alfabetisch op achternaam gerangschikt. Het jaartal is het jaar waarin ze zijn ingehuldigd (inducted). 
| Naam                                    | Land                                              | Type                                     | Jaar    |
| --------------------------------------- | ------------------------------------------------- | ---------------------------------------- | ------- |
| Abdellatief Abouheif                    | Egypte                                            | openwaterzwemmer                         | 1998    |
| Sebastian Salinas Abril                 | Peru                                              | bijdrager                                | 1999    |
| Erik Adlerz                             | Zweden                                            | pionier schoonspringer                   | 1986    |
| Rebecca Adlington                       | Verenigd Koninkrijk                               | zwemmer                                  | 2018    |
| Greta Andersen                          | Denemarken                                        | zwemmer                                  | 1969    |
| Teresa Andersen                         | Verenigde Staten                                  | synchroonzwemmer                         | 1986    |
| Miller Anderson                         | Verenigde Staten                                  | schoonspringer                           | 1967    |
| Hannelore Anke                          | Duitsland                                         | zwemmer                                  | 1990    |
| Mayumi Aoki                             | Japan                                             | zwemmer                                  | 1989    |
| Shigeo Arai                             | Japan                                             | pionier zwemmer                          | 1997    |
| Dave Armbruster                         | Verenigde Staten                                  | coach (zwemmen)                          | 1966    |
| Duncan Armstrong                        | Australië                                         | zwemmer                                  | 1996    |
| Ransom Arthur                           | Verenigde Staten                                  | bijdrager                                | 1990    |
| Jane Asher                              | Verenigd Koninkrijk                               | zwemmer (senioren)                       | 2006    |
| Paul Asmuth                             | Verenigde Staten                                  | openwaterzwemmer                         | 2010    |
| Susie Atwood                            | Verenigde Staten                                  | zwemmer                                  | 1992    |
| Jelena Azarova                          | Rusland                                           | synchroonzwemmer                         | 2016    |
| Shirley Babashoff                       | Verenigde Staten                                  | zwemmer                                  | 1982    |
| Kristen Babb-Sprague                    | Verenigde Staten                                  | synchroonzwemmer                         | 1999    |
| Bill Bachrach                           | Verenigde Staten                                  | coach (zwemmen)                          | 1966    |
| Catie Ball                              | Verenigde Staten                                  | zwemmer                                  | 1976    |
| István Bárány                           | Hongarije                                         | zwemmer                                  | 1978    |
| Aleksei Barkalov                        | Sovjet-Unie                                       | waterpoloër                              | 1993    |
| Mike Barrowman                          | Verenigde Staten                                  | zwemmer                                  | 1997    |
| Walter Bathe                            | Duitsland                                         | zwemmer                                  | 1970    |
| Sydney Battersby                        | Verenigd Koninkrijk                               | pionier zwemmer                          | 2007    |
| Carl Bauer                              | Verenigde Staten                                  | bijdrager                                | 1967    |
| Sybil Bauer                             | Verenigde Staten                                  | zwemmer                                  | 1967    |
| Alex Baumann                            | Canada                                            | zwemmer                                  | 1992    |
| Dawn Pawson Bean                        | Verenigde Staten                                  | bijdrager/synchroonzwemmer               | 1996    |
| Amanda Beard                            | Verenigde Staten                                  | zwemmer                                  | 2018    |
| Frank Beaurepaire                       | Australië                                         | zwemmer                                  | 1967    |
| Milivoj Bebić                           | Joegoslavië/ Kroatië                              | waterpoloër                              | 2013    |
| Betty Becker-Pinkston                   | Verenigde Staten                                  | schoonspringer                           | 1967    |
| Marilyn Bell                            | Canada                                            | openwaterzwemmer                         | 2020    |
| Melissa Belote                          | Verenigde Staten                                  | zwemmer                                  | 1983    |
| Brooke Bennett                          | Verenigde Staten                                  | zwemmer                                  | 2010    |
| Tibor Benedek                           | Hongarije                                         | waterpoloër                              | 2016    |
| Paul Bergen                             | Verenigde Staten/ Canada                          | coach (zwemmen)                          | 1998    |
| David Berkoff                           | Verenigde Staten                                  | zwemmer                                  | 2005    |
| Alain Bernard                           | Frankrijk                                         | zwemmer                                  | 2017    |
| Sylvie Bernier                          | Canada                                            | schoonspringer                           | 1996    |
| Kevin Berry                             | Australië                                         | zwemmer                                  | 1980    |
| Arno Bieberstein                        | Duitsland                                         | pionier zwemmer                          | 1988    |
| Hobie Billingsley                       | Verenigde Staten                                  | coach (schoonspringen)/schoonspringer    | 1983    |
| Matt Biondi                             | Verenigde Staten                                  | zwemmer                                  | 1997    |
| Péter Biros                             | Hongarije                                         | waterpoloër                              | 2016    |
| Đurđica Bjedov                          | Joegoslavië/ Kroatië                              | zwemmer                                  | 1987    |
| Thomas Blake                            | Verenigde Staten                                  | pionier bijdrager                        | 1992    |
| Ethelda Bleibtrey                       | Verenigde Staten                                  | zwemmer                                  | 1967    |
| Gérard Blitz                            | België                                            | pionier zwemmer/waterpoloër              | 1990    |
| András Bodnár                           | Hongarije                                         | waterpoloër                              | 2017    |
| Phil Boggs                              | Verenigde Staten                                  | schoonspringer                           | 1985    |
| Jean Boiteux                            | Frankrijk                                         | zwemmer                                  | 1982    |
| Arne Borg                               | Zweden                                            | zwemmer                                  | 1966    |
| Gustavo Borges                          | Brazilië                                          | zwemmer                                  | 2012    |
| Joe Bottom                              | Verenigde Staten                                  | zwemmer                                  | 2006    |
| Simeon Bojtsjenko                       | Sovjet-Unie                                       | pionier zwemmer                          | 2016    |
| Charlotte Boyle                         | Verenigde Staten                                  | pionier zwemmer                          | 1988    |
| Paul Boyton                             | Verenigde Staten                                  | pionier bijdrager                        | 1993    |
| Walter Brack                            | Duitsland                                         | pionier zwemmer                          | 1997    |
| Ernst Brandsten                         | Verenigde Staten/ Zweden                          | coach (schoonspringen)                   | 1966    |
| Ma Braun                                | Nederland                                         | coach (zwemmen)                          | 1967    |
| Marie Braun                             | Nederland                                         | zwemmer                                  | 1980    |
| Stan Brauninger                         | Verenigde Staten                                  | coach (zwemmen/schoonspringen)           | 1972    |
| George Breen                            | Verenigde Staten                                  | zwemmer                                  | 1975    |
| Enith Brigitha                          | Nederland                                         | zwemmer                                  | 2015    |
| Olga Broesnikina                        | Rusland                                           | synchroonzwemmer                         | 2009    |
| David Browning                          | Verenigde Staten                                  | schoonspringer                           | 1975    |
| Inge de Bruijn                          | Nederland                                         | zwemmer                                  | 2009    |
| Jayne Owen Bruner                       | Verenigde Staten                                  | zwemmer (senioren)                       | 1998    |
| Mike Bruner                             | Verenigde Staten                                  | zwemmer                                  | 1988    |
| Sandra Bucha                            | Verenigde Staten                                  | openwaterzwemmer                         | 2014    |
| Perica Bukić                            | Joegoslavië/ Kroatië                              | waterpoloër                              | 2008    |
| Andy Burke                              | Verenigde Staten                                  | bijdrager                                | 2018    |
| Lynn Burke                              | Verenigde Staten                                  | zwemmer                                  | 1978    |
| Mike Burton                             | Verenigde Staten                                  | zwemmer                                  | 1977    |
| Lesley Bush                             | Verenigde Staten                                  | schoonspringer                           | 1986    |
| Ray Bussard                             | Verenigde Staten                                  | coach (zwemmen)                          | 1999    |
| Fred Cady                               | Verenigde Staten                                  | coach (schoonspringen)                   | 1969    |
| Giorgio Cagnotto                        | Italië                                            | schoonspringer                           | 1992    |
| Re Calcaterra                           | Verenigde Staten                                  | pionier bijdrager                        | 2011    |
| Michelle Calkins                        | Canada                                            | synchroonzwemmer                         | 2001    |
| Gloria Callen                           | Verenigde Staten                                  | zwemmer                                  | 1984    |
| Novella Calligaris                      | Italië                                            | zwemmer                                  | 1986    |
| James Malcolm Cameron                   | Verenigd Koninkrijk                               | bijdrager                                | 2003    |
| Michelle Cameron                        | Canada                                            | synchroonzwemmer                         | 2000    |
| Alessandro Campagna                     | Italië                                            | waterpoloër/Coach                        | 2019    |
| Jeannette Campbell                      | Argentinië                                        | zwemmer                                  | 1991    |
| Tedford H. Cann                         | Verenigde Staten                                  | zwemmer                                  | 1967    |
| Joaquín Capilla                         | Mexico                                            | schoonspringer                           | 1976    |
| Patty Caretto                           | Verenigde Staten                                  | zwemmer                                  | 1987    |
| Rick Carey                              | Verenigde Staten                                  | zwemmer                                  | 1993    |
| Forbes Carlile                          | Australië                                         | coach (zwemmen)                          | 1976    |
| Ursula Carlile                          | Australië                                         | coach (zwemmen)                          | 2020    |
| Christine "Kiki" Caron                  | Frankrijk                                         | zwemmer                                  | 1998    |
| Cathy Carr                              | Verenigde Staten                                  | zwemmer                                  | 1988    |
| Alberto Castagnetti                     | Italië                                            | coach (zwemmen)                          | 2013    |
| Tracy Caulkins                          | Verenigde Staten                                  | zwemmer                                  | 1990    |
| Cavill family                           | Australië                                         | bijdragers (6)                           | 1970    |
| George Center                           | Verenigde Staten                                  | pionier coach (zwemmen)                  | 1991    |
| Florence Chadwick                       | Verenigde Staten                                  | zwemmer                                  | 1970    |
| Jennifer Chandler                       | Verenigde Staten                                  | schoonspringer                           | 1987    |
| Boy Charlton                            | Australië                                         | zwemmer                                  | 1972    |
| Elvira Chasjanova                       | Rusland                                           | synchroonzwemmer                         | 2020    |
| Sherman Chavoor                         | Verenigde Staten                                  | coach (zwemmen)                          | 1977    |
| S. Earl Clark                           | Verenigde Staten                                  | schoonspringer                           | 1972    |
| Steve Clark                             | Verenigde Staten                                  | zwemmer                                  | 1966    |
| Stefanie Clausen                        | Denemarken                                        | pionier schoonspringer                   | 1988    |
| Dick Cleveland                          | Verenigde Staten                                  | zwemmer                                  | 1991    |
| Bob Clotworthy                          | Verenigde Staten                                  | schoonspringer                           | 1980    |
| Osvaldo Codaro                          | Argentinië                                        | pionier waterpoloër                      | 2017    |
| Jack Cody                               | Verenigde Staten                                  | coach (zwemmen/schoonspringen)           | 1970    |
| Tiffany Cohen                           | Verenigde Staten                                  | zwemmer                                  | 1996    |
| Georgia Coleman                         | Verenigde Staten                                  | schoonspringer                           | 1966    |
| Cecil Colwin                            | Canada/ Zuid-Afrika                               | bijdrager                                | 1993    |
| Carin Cone                              | Verenigde Staten                                  | zwemmer                                  | 1984    |
| Bartolo Consolo                         | Italië                                            | bijdrager                                | 2015    |
| Brad Cooper                             | Australië                                         | zwemmer                                  | 1994    |
| Joyce Cooper                            | Verenigd Koninkrijk                               | pionier zwemmer                          | 1996    |
| George Corsan Sr.                       | Canada                                            | bijdrager                                | 1971    |
| Candy Costie                            | Verenigde Staten                                  | synchroonzwemmer                         | 1995    |
| Frank Cotton                            | Australië                                         | pionier bijdrager                        | 1989    |
| James E. Counsilman                     | Verenigde Staten                                  | coach (zwemmen)                          | 1976    |
| Jacques Cousteau                        | Frankrijk                                         | bijdrager                                | 1967    |
| Lynne Cox                               | Verenigde Staten                                  | openwaterzwemmer                         | 2000    |
| Buster Crabbe                           | Verenigde Staten                                  | zwemmer                                  | 1965    |
| Lorraine Crapp                          | Australië                                         | zwemmer                                  | 1972    |
| Helen Crlenkovich                       | Verenigde Staten                                  | schoonspringer                           | 1981    |
| Ian Crocker                             | Verenigde Staten                                  | zwemmer                                  | 2017    |
| Ferenc Csik                             | Hongarije                                         | zwemmer                                  | 1983    |
| Bert Cummins                            | Verenigd Koninkrijk                               | bijdrager                                | 1974    |
| Thomas K. Cureton Jr.                   | Verenigde Staten                                  | bijdrager                                | 1980    |
| Ann Curtis                              | Verenigde Staten                                  | zwemmer                                  | 1966    |
| Katherine Whitney Curtis                | Verenigde Staten                                  | coach (synchroonzwemmen)                 | 1979    |
| Joy Cushman                             | Verenigde Staten                                  | pionier bijdrager                        | 2018    |
| Peter Daland                            | Verenigde Staten                                  | coach (zwemmen)                          | 1977    |
| Giuseppe D'Altrui                       | Italië                                            | waterpoloër                              | 2010    |
| Marco D'Altrui                          | Italië                                            | waterpoloër                              | 2010    |
| Ellie Daniel                            | Verenigde Staten                                  | zwemmer                                  | 1997    |
| Charles Daniels                         | Verenigde Staten                                  | zwemmer                                  | 1965    |
| Tamás Darnyi                            | Hongarije                                         | zwemmer                                  | 2000    |
| Flip Darr                               | Verenigde Staten                                  | coach (zwemmen)                          | 2006    |
| Ray Daughters                           | Verenigde Staten                                  | coach (zwemmen)                          | 1971    |
| John Davies                             | Australië                                         | zwemmer                                  | 1984    |
| Charlotte Davis                         | Verenigde Staten                                  | coach (synchroonzwemmen)                 | 2014    |
| Victor Davis                            | Canada                                            | zwemmer                                  | 1994    |
| Anastasia Davydova                      | Rusland                                           | synchroonzwemmer                         | 2017    |
| William Dawson                          | Verenigde Staten                                  | bijdrager                                | 1986    |
| Penny Lee Dean                          | Verenigde Staten                                  | openwaterzwemmer                         | 1996    |
| Frédérik Deburghgraeve                  | België                                            | zwemmer                                  | 2008    |
| Richard Degener                         | Verenigde Staten                                  | schoonspringer                           | 1971    |
| Louis deBreda Handley                   | Verenigde Staten                                  | coach (zwemmen/waterpolo)                | 1967    |
| Gianni De Magistris                     | Italië                                            | waterpoloër                              | 1995    |
| Rick DeMont                             | Verenigde Staten                                  | zwemmer                                  | 1990    |
| Frank Dempsey                           | Verenigde Staten                                  | schoonspringer                           | 1996    |
| Clare Dennis                            | Australië                                         | zwemmer                                  | 1982    |
| John Derbyshire                         | Verenigd Koninkrijk                               | pionier zwemmer/waterpoloër/coach        | 2005    |
| Pete Desjardins                         | Verenigde Staten                                  | schoonspringer                           | 1966    |
| Donna de Varona                         | Verenigde Staten                                  | zwemmer                                  | 1969    |
| John Devitt                             | Australië                                         | zwemmer                                  | 1979    |
| Marcos Díaz                             | Dominicaanse Republiek                            | zwemmer                                  | 2012    |
| Carlo Dibiasi                           | Italië                                            | pionier coach (schoonspringen)           | 2006    |
| Klaus Dibiasi                           | Italië                                            | schoonspringer                           | 1981    |
| Tom Dolan                               | Verenigde Staten                                  | zwemmer                                  | 2006    |
| Aleksandr Dolgushin                     | Sovjet-Unie                                       | waterpoloër                              | 2010    |
| Leo Donath                              | Hongarije                                         | pionier bijdrager                        | 1988    |
| Olga Dorfner                            | Verenigde Staten                                  | zwemmer                                  | 1970    |
| Lyle Draves                             | Verenigde Staten                                  | coach (schoonspringen)                   | 1989    |
| Vicki Draves                            | Verenigde Staten                                  | schoonspringer                           | 1969    |
| Emile Georges Drigny                    | Frankrijk                                         | bijdrager                                | 1984    |
| Taylor Drysdale                         | Verenigde Staten                                  | pionier zwemmer                          | 1994    |
| Milena Duchková                         | Tsjecho-Slowakije                                 | schoonspringer                           | 1983    |
| Bob Duenkel                             | Verenigde Staten                                  | bijdrager                                | 2020    |
| Virginia Duenkel                        | Verenigde Staten                                  | zwemmer                                  | 1985    |
| Barbara Dunbar                          | Verenigde Staten                                  | zwemmer (senioren)                       | 2000    |
| Fanny Durack                            | Australië                                         | zwemmer                                  | 1967    |
| Becky Dyroen-Lancer                     | Verenigde Staten                                  | synchroonzwemmer                         | 2004    |
| Gertrude Ederle                         | Verenigde Staten                                  | zwemmer                                  | 1965    |
| David Edgar                             | Verenigde Staten                                  | zwemmer                                  | 1996    |
| Krisztina Egerszegi                     | Hongarije                                         | zwemmer                                  | 2001    |
| Kathy Ellis                             | Verenigde Staten                                  | zwemmer                                  | 1991    |
| Patsy Elsener                           | Verenigde Staten                                  | schoonspringer                           | 2002    |
| Gail Emery                              | Verenigde Staten                                  | coach (synchroonzwemmen)                 | 2000    |
| Kornelia Ender                          | Duitse Democratische Republiek                    | zwemmer                                  | 1981    |
| Charlotte Epstein                       | Verenigde Staten                                  | bijdrager                                | 1974    |
| Jon Erikson                             | Verenigde Staten                                  | openwaterzwemmer                         | 2014    |
| Manuel Estiarte                         | Spanje                                            | waterpoloër                              | 2007    |
| Janet Evans                             | Verenigde Staten                                  | zwemmer                                  | 2001    |
| Dick Eve                                | Australië                                         | pionier schoonspringer                   | 1991    |
| Tamás Faragó                            | Hongarije                                         | waterpoloër                              | 1993    |
| John Faricy                             | Verenigde Staten                                  | pionier zwemmer                          | 1990    |
| Jeff Farrell                            | Verenigde Staten                                  | zwemmer                                  | 1968    |
| Hans Fassnacht                          | Duitsland                                         | zwemmer                                  | 1992    |
| Jane Fauntz                             | Verenigde Staten                                  | pionier zwemmer/schoonspringer           | 1991    |
| Iet van Feggelen                        | Nederland                                         | pionier zwemmer                          | 2009    |
| Cathy Ferguson                          | Verenigde Staten                                  | zwemmer                                  | 1978    |
| Harold Fern                             | Verenigd Koninkrijk                               | bijdrager                                | 1974    |
| Peter Fick                              | Verenigde Staten                                  | zwemmer                                  | 1978    |
| Sharon Finneran                         | Verenigde Staten                                  | zwemmer                                  | 1985    |
| Domenico Fioravanti                     | Italië                                            | zwemmer                                  | 2012    |
| Howard Firby                            | Canada                                            | coach (zwemmen)                          | 1985    |
| Alan Flanagan                           | Verenigde Staten                                  | zwemmer                                  | 1978    |
| Jennie Fletcher                         | Verenigd Koninkrijk                               | zwemmer                                  | 1971    |
| Alan Ford                               | Verenigde Staten                                  | zwemmer                                  | 1966    |
| Michelle Ford                           | Australië                                         | zwemmer                                  | 1994    |
| Gerald Forsberg                         | Verenigd Koninkrijk                               | pionier/openwaterzwemmer/bijdrager       | 1998    |
| Benjamin Franklin                       | Verenigde Staten                                  | bijdrager                                | 1968    |
| Dawn Fraser                             | Australië                                         | zwemmer                                  | 1965    |
| Sylvie Fréchette                        | Canada                                            | synchroonzwemmer                         | 2003    |
| Mary Freeman                            | Verenigde Staten                                  | coach (zwemmen)/bijdrager                | 1988    |
| Fu Mingxia                              | China                                             | schoonspringer                           | 2005    |
| Ellen Fullard-Leo                       | Verenigde Staten                                  | bijdrager                                | 1974    |
| Patty Robinson Fulton                   | Verenigde Staten                                  | schoonspringer (senioren)                | 2001    |
| Bruce Furniss                           | Verenigde Staten                                  | zwemmer                                  | 1987    |
| Hironoshin Furuhashi                    | Japan                                             | zwemmer                                  | 1967    |
| Masaru Furukawa                         | Japan                                             | zwemmer                                  | 1981    |
| Rowdy Gaines                            | Verenigde Staten                                  | zwemmer                                  | 1995    |
| Russ Hafferkamp                         | Verenigde Staten                                  | waterpoloër                              | 2008    |
| Harry Gallagher                         | Australië                                         | coach (zwemmen)                          | 1984    |
| Claire Galligan                         | Verenigde Staten                                  | zwemmer                                  | 1970    |
| Michael Galitzen                        | Verenigde Staten                                  | schoonspringer                           | 1977    |
| Don Gambril                             | Verenigde Staten                                  | coach (zwemmen)                          | 1983    |
| Gao Min                                 | China                                             | schoonspringer                           | 1998    |
| Eleanor Garatti-Saville                 | Verenigde Staten                                  | pionier zwemmer                          | 1992    |
| James Gaughran                          | Verenigde Staten                                  | coach (waterpolo/zwemmen)                | 2015    |
| Tim Garton                              | Verenigde Staten                                  | zwemmer (senioren)                       | 1997    |
| George Gate                             | Canada                                            | coach (zwemmen)                          | 1989    |
| Terry Gathercole                        | Australië                                         | zwemmer                                  | 1985    |
| Marjorie Gestring                       | Verenigde Staten                                  | schoonspringer                           | 1976    |
| Carlos Girón                            | Mexico                                            | schoonspringer                           | 2001    |
| Harry Glancy                            | Verenigde Staten                                  | pionier zwemmer                          | 1990    |
| Mercedes Gleitze                        | Verenigd Koninkrijk                               | pionier openwaterzwemmer                 | 2014    |
| Eldon Godfrey                           | Canada                                            | bijdrager                                | 2012    |
| Tom Gompf                               | Verenigde Staten                                  | bijdrager                                | 2002    |
| Brian Goodell                           | Verenigde Staten                                  | zwemmer                                  | 1986    |
| Leo Goodwin                             | Verenigde Staten                                  | zwemmer                                  | 1971    |
| Horst Gorlitz                           | Duitse Democratische Republiek/ Italië/ Frankrijk | pionier coach (schoonspringen)           | 2016    |
| Francis Gorman                          | Verenigde Staten                                  | pionier schoonspringer                   | 2016    |
| Sue Gossick                             | Verenigde Staten                                  | schoonspringer                           | 1988    |
| Shane Gould                             | Australië                                         | zwemmer                                  | 1977    |
| Jed Graef                               | Verenigde Staten                                  | zwemmer                                  | 1988    |
| Judy Grinham                            | Verenigd Koninkrijk                               | zwemmer                                  | 1981    |
| Larry Griswold                          | Verenigde Staten                                  | pionier schoonspringer                   | 2010    |
| Michael Groß                            | Duitsland                                         | zwemmer                                  | 1995    |
| Irene Guest                             | Verenigde Staten                                  | pionier zwemmer                          | 1990    |
| Beulah Gundling                         | Verenigde Staten                                  | Artistiek zwemmen                        | 1965    |
| Fritz Gunst                             | Duitsland                                         | pionier waterpoloër                      | 1990    |
| Paul Günther                            | Duitsland                                         | pionier schoonspringer                   | 1988    |
| Guo Jingjing                            | China                                             | schoonspringer                           | 2016    |
| Bridgette Gusterson                     | Australië                                         | waterpoloër                              | 2017    |
| Frank Guthrie                           | Australië                                         | coach (zwemmen)                          | 1991    |
| Andrea Gyarmati                         | Hongarije                                         | zwemmer                                  | 1995    |
| Dezső Gyarmati                          | Hongarije                                         | waterpoloër                              | 1976    |
| Valéria Gyenge                          | Hongarije                                         | zwemmer                                  | 1978    |
| Grant Hackett                           | Australië                                         | zwemmer                                  | 2014    |
| George Haines                           | Verenigde Staten                                  | coach (zwemmen)                          | 1977    |
| Alfréd Hajós                            | Hongarije                                         | zwemmer                                  | 1966    |
| Olivér Halassy                          | Hongarije                                         | waterpoloër                              | 1978    |
| Gary Hall jr.                           | Verenigde Staten                                  | zwemmer                                  | 2013    |
| Gary Hall                               | Verenigde Staten                                  | zwemmer                                  | 1981    |
| Kaye Hall                               | Verenigde Staten                                  | zwemmer                                  | 1979    |
| Zoltán Halmay                           | Hongarije                                         | zwemmer                                  | 1968    |
| Tetsuo Hamuro                           | Japan                                             | zwemmer                                  | 1990    |
| Jamison Handy                           | Verenigde Staten                                  | bijdrager                                | 1965    |
| Brendan Hansen                          | Verenigde Staten                                  | zwemmer                                  | 2020    |
| Dick Hannula                            | Verenigde Staten                                  | coach (zwemmen)                          | 1987    |
| Ursula Happe                            | Duitsland                                         | zwemmer                                  | 1997    |
| Phyllis Harding                         | Verenigd Koninkrijk                               | zwemmer                                  | 1995    |
| Bruce Harlan                            | Verenigde Staten                                  | schoonspringer                           | 1973    |
| Donald Harper                           | Verenigde Staten                                  | schoonspringer                           | 1998    |
| Joan Harrison                           | Zuid-Afrika                                       | zwemmer                                  | 1982    |
| Karen Harup                             | Denemarken                                        | zwemmer                                  | 1975    |
| Shiro Hashizume                         | Japan                                             | zwemmer                                  | 1992    |
| Jack Hatfield                           | Verenigd Koninkrijk                               | zwemmer/waterpoloër                      | 1984    |
| Cecil Healy                             | Australië                                         | zwemmer                                  | 1981    |
| George Hearn                            | Verenigd Koninkrijk                               | pionier bijdrager                        | 1986    |
| Peter Heatly                            | Verenigd Koninkrijk                               | bijdrager                                | 2016    |
| Harry Hebner                            | Verenigde Staten                                  | zwemmer                                  | 1968    |
| Jerry Heidenreich                       | Verenigde Staten                                  | zwemmer                                  | 1992    |
| Bob Helmick                             | Verenigde Staten                                  | bijdrager                                | 2007    |
| John Hencken                            | Verenigde Staten                                  | zwemmer                                  | 1988    |
| Jan Henne                               | Verenigde Staten                                  | zwemmer                                  | 1979    |
| Harold Henning                          | Verenigde Staten                                  | bijdrager                                | 1979    |
| Thor Henning                            | Zweden                                            | pionier zwemmer                          | 1992    |
| Jon Henricks                            | Australië                                         | zwemmer                                  | 1973    |
| Jodie Henry                             | Australië                                         | Swimmer                                  | 2015    |
| William Henry                           | Verenigd Koninkrijk                               | bijdrager                                | 1974    |
| Sam Herford                             | Australië                                         | coach (zwemmen)                          | 1992    |
| Penelope Heyns                          | Zuid-Afrika                                       | zwemmer                                  | 2007    |
| Charles Hickcox                         | Verenigde Staten                                  | zwemmer                                  | 1976    |
| John Higgins                            | Verenigde Staten                                  | zwemmer                                  | 1971    |
| Takashi Hirose                          | Verenigde Staten                                  | pionier zwemmer                          | 2017    |
| Thomas Hoad                             | Australië                                         | bijdrager                                | 2011    |
| George Hodgson                          | Canada                                            | zwemmer                                  | 1968    |
| Falk Hoffmann                           | Duitse Democratische Republiek                    | schoonspringer                           | 1999    |
| Robert M. Hoffman                       | Verenigde Staten                                  | pionier bijdrager                        | 2001    |
| Peg Hogan                               | Verenigde Staten                                  | synchroonzwemmer (senioren)              | 2002    |
| Nancy Hogshead                          | Verenigde Staten                                  | zwemmer                                  | 1994    |
| Harry Holiday                           | Verenigde Staten                                  | zwemmer                                  | 1991    |
| Steve Holland                           | Australië                                         | zwemmer                                  | 1989    |
| Eleanor Holm                            | Verenigde Staten                                  | zwemmer                                  | 1966    |
| Frederick Holman                        | Verenigd Koninkrijk                               | pionier zwemmer                          | 1988    |
| Márton Homonnai                         | Hongarije                                         | waterpoloër                              | 1971    |
| Pieter van den Hoogenband               | Nederland                                         | zwemmer                                  | 2013    |
| Ernst Hoppenberg                        | Duitsland                                         | pionier zwemmer                          | 1988    |
| Bruce Hopping                           | Verenigde Staten                                  | pionier bijdrager                        | 2014    |
| Richard R. Hough                        | Verenigde Staten                                  | zwemmer                                  | 1970    |
| Peter Hürzeler                          | Zwitserland                                       | bijdrager                                | 2020    |
| Hu Jia                                  | China                                             | schoonspringer                           | 2013    |
| Chad Hundeby                            | Verenigde Staten                                  | openwaterzwemmer                         | 2012    |
| Hongaarse waterpoloploeg 2000-2008      | Hongarije                                         | waterpoloploeg                           | 2016    |
| Virginia Hunt Newman                    | Verenigde Staten                                  | pionier bijdrager                        | 1993    |
| Stefen Hunyadfi                         | Hongarije/ Italië/ Verenigde Staten               | coach (zwemmen)                          | 1969    |
| Ralph Hutton                            | Canada                                            | zwemmer                                  | 1984    |
| Ragnhild Hveger                         | Denemarken                                        | zwemmer                                  | 1966    |
| Horacio Iglesias                        | Argentinië                                        | openwaterzwemmer                         | 2003    |
| Larisa Iltsjenko                        | Rusland                                           | zwemmer                                  | 2016    |
| Tom Jager                               | Verenigde Staten                                  | zwemmer                                  | 2001    |
| Hilda James                             | Verenigd Koninkrijk                               | pionier zwemmer                          | 2016    |
| Zoran Janković                          | Joegoslavië                                       | waterpoloër                              | 2004    |
| Alexandre Jany                          | Frankrijk                                         | zwemmer                                  | 1977    |
| John Jarvis                             | Verenigd Koninkrijk                               | zwemmer                                  | 1968    |
| Chet Jastremski                         | Verenigde Staten                                  | zwemmer                                  | 1977    |
| Otylia Jędrzejczak                      | Polen                                             | zwemmer                                  | 2019    |
| Anastasia Jermakova                     | Rusland                                           | synchroonzwemmer                         | 2015    |
| Zdravko Ježić                           | Joegoslavië                                       | waterpoloër                              | 2010    |
| Dick Jochums                            | Verenigde Staten                                  | coach (zwemmen)                          | 2017    |
| Greta Johansson                         | Zweden                                            | schoonspringer                           | 1973    |
| Hjalmar Johansson                       | Zweden                                            | pionier schoonspringer/bijdrager         | 1982    |
| Gail Johnson                            | Verenigde Staten                                  | synchroonzwemmer                         | 1983    |
| Graham Johnston                         | Verenigde Staten                                  | zwemmer (senioren)                       | 1998    |
| Leisel Jones                            | Australië                                         | zwemmer                                  | 2017    |
| Karen Josephson                         | Verenigde Staten                                  | synchroonzwemmer                         | 1997    |
| Sarah Josephson                         | Verenigde Staten                                  | synchroonzwemmer                         | 1997    |
| Aleksandr Kabanov                       | Sovjet-Unie                                       | waterpoloër                              | 2001    |
| Lina Kačiušytė                          | Sovjet-Unie                                       | zwemmer                                  | 1998    |
| Duke Kahanamoku                         | Verenigde Staten                                  | zwemmer                                  | 1965    |
| Irina Kalinina                          | Sovjet-Unie                                       | schoonspringer                           | 1990    |
| Marion Kane                             | Verenigde Staten                                  | coach (synchroonzwemmen)                 | 1981    |
| Masako Kaneko                           | Japan                                             | coach (synchroonzwemmen)                 | 2015    |
| György Kárpáti                          | Hongarije                                         | waterpoloër                              | 1982    |
| Tamás Kásás                             | Hongarije                                         | waterpoloër                              | 2016    |
| Kouji Katoh                             | Japan                                             | coach (zwemmen)                          | 2001    |
| Beth Kaufman                            | Verenigde Staten                                  | bijdrager                                | 1967    |
| Warren Kealoha                          | Verenigde Staten                                  | zwemmer                                  | 1968    |
| Annette Kellermann                      | Australië                                         | bijdrager                                | 1974    |
| Dénes Kemény                            | Hongarije                                         | coach (waterpolo)                        | 2011    |
| Edward T. Kennedy                       | Verenigde Staten                                  | bijdrager                                | 1966    |
| Skip Kenney                             | Verenigde Staten                                  | coach (zwemmen)                          | 2004    |
| Adolph Kiefer                           | Verenigde Staten                                  | zwemmer                                  | 1965    |
| Benard Kieran                           | Australië                                         | zwemmer                                  | 1969    |
| Lenore Kight                            | Verenigde Staten                                  | zwemmer                                  | 1981    |
| Dick Kimball                            | Verenigde Staten                                  | coach (schoonspringen)/schoonspringer    | 1985    |
| Micki King                              | Verenigde Staten                                  | schoonspringer                           | 1978    |
| John Kinsella                           | Verenigde Staten                                  | zwemmer                                  | 1986    |
| Cor Kint                                | Nederland                                         | zwemmer                                  | 1971    |
| Robert Kiphuth                          | Verenigde Staten                                  | coach (zwemmen)                          | 1965    |
| Maria Kiseljova                         | Rusland                                           | synchroonzwemmer                         | 2010    |
| Gergely Kiss                            | Hongarije                                         | waterpoloër                              | 2016    |
| Irene van der Laan                      | Nederland                                         | openwaterzwemmer                         | 2015    |
| László Kiss                             | Hongarije                                         | coach (zwemmen)                          | 2012    |
| Kusuo Kitamura                          | Japan                                             | zwemmer                                  | 1965    |
| Masaji Kiyokawa                         | Japan                                             | zwemmer                                  | 1978    |
| Michael Klim                            | Australië                                         | zwemmer                                  | 2020    |
| Heinz Kluetmeier                        | Verenigde Staten                                  | bijdrager                                | 2017    |
| Ulrika Knape                            | Zweden                                            | schoonspringer                           | 1982    |
| Reizo Koike                             | Japan                                             | pionier zwemmer                          | 1996    |
| George Kojac                            | Verenigde Staten                                  | zwemmer                                  | 1968    |
| Ada Kok                                 | Nederland                                         | zwemmer                                  | 1976    |
| Mary Kok                                | Nederland                                         | zwemmer                                  | 1980    |
| Claudia Kolb                            | Verenigde Staten                                  | zwemmer                                  | 1975    |
| Béla Komjádi                            | Hongarije                                         | waterpoloër                              | 1995    |
| Ford Konno                              | Verenigde Staten                                  | zwemmer                                  | 1972    |
| John and Ilsa Konrads                   | Australië                                         | zwemmers                                 | 1971    |
| Mikako Kotani                           | Japan                                             | synchroonzwemmer                         | 2007    |
| Rosemarie Kother                        | Duitse Democratische Republiek                    | zwemmer                                  | 1986    |
| Zdravko-Ćiro Kovačić                    | Joegoslavië/ Kroatië                              | waterpoloër                              | 1984    |
| Ingrid Krämer                           | Duitse Democratische Republiek                    | schoonspringer                           | 1975    |
| Barbara Krause                          | Duitse Democratische Republiek                    | zwemmer                                  | 1988    |
| June Krauser                            | Verenigde Staten                                  | bijdrager                                | 1994    |
| Lenny Krayzelburg                       | Verenigde Staten                                  | zwemmer                                  | 2011    |
| Harold Kruger                           | Verenigde Staten                                  | pionier zwemmer/schoonspringer           | 1986    |
| Louis Kuehn                             | Verenigde Staten                                  | pionier schoonspringer                   | 1988    |
| Karin Kuipers                           | Nederland                                         | waterpoloër                              | 2014    |
| Ethel Lackie                            | Verenigde Staten                                  | zwemmer                                  | 1969    |
| Giorgio Lamberti                        | Italië                                            | zwemmer                                  | 2004    |
| Clara LaMore                            | Verenigde Staten                                  | zwemmer (senioren)                       | 1995    |
| Frederick Lane                          | Australië                                         | zwemmer                                  | 1969    |
| Ludy Langer                             | Verenigde Staten                                  | pionier zwemmer                          | 1988    |
| Gus Langner                             | Verenigde Staten                                  | zwemmer (senioren)                       | 1995    |
| Lao Lishi                               | China                                             | schoonspringer                           | 2015    |
| Mustapha Larfaoui                       | Algerije                                          | bijdrager                                | 1998    |
| Lance Larson                            | Verenigde Staten                                  | zwemmer                                  | 1980    |
| Gunnar Larsson                          | Zweden                                            | zwemmer                                  | 1979    |
| Irina Lasjko                            | Sovjet-Unie/ Rusland/ Australië                   | schoonspringer                           | 2018    |
| Walter Laufer                           | Verenigde Staten                                  | zwemmer                                  | 1973    |
| Laurie Lawrence                         | Australië                                         | coach (zwemmen)                          | 1996    |
| Samuel Lee                              | Verenigde Staten                                  | schoonspringer                           | 1968    |
| Dezső Lemhényi                          | Hongarije                                         | waterpoloër/Coach/bijdrager              | 1998    |
| Kelley Lemmon                           | Verenigde Staten                                  | zwemmer (senioren)                       | 1999    |
| Harry LeMoyne                           | Verenigde Staten                                  | pionier zwemmer                          | 1988    |
| Maria Lenk                              | Brazilië                                          | zwemmer                                  | 1988    |
| Mark Lenzi                              | Verenigde Staten                                  | schoonspringer                           | 2003    |
| Jason Lezak                             | Verenigde Staten                                  | zwemmer                                  | 2019    |
| Li Ting                                 | China                                             | schoonspringer                           | 2019    |
| Liang Boxi                              | China                                             | pionier schoonspringer                   | 2015    |
| Kim Linehan                             | Verenigde Staten                                  | zwemmer                                  | 1997    |
| Bill Lippman Jr.                        | Verenigde Staten                                  | bijdrager                                | 1995    |
| Danyon Loader                           | Nieuw-Zeeland                                     | zwemmer                                  | 2003    |
| Wilbert E. Longfellow                   | Verenigde Staten                                  | bijdrager                                | 1965    |
| Anita Lonsbrough                        | Verenigd Koninkrijk                               | zwemmer                                  | 1983    |
| Gianni Lonzi                            | Italië                                            | waterpoloër/coach/bestuurder             | 2009    |
| Martín López-Zubero                     | Spanje                                            | zwemmer                                  | 2004    |
| Alice Lord Landon                       | Verenigde Staten                                  | pionier zwemmer/bijdrager                | 1993    |
| Greg Louganis                           | Verenigde Staten                                  | schoonspringer                           | 1993    |
| Frederick Luehring                      | Verenigde Staten                                  | bijdrager                                | 1974    |
| Steve Lundquist                         | Verenigde Staten                                  | zwemmer                                  | 1990    |
| Laure Manaudou                          | Frankrijk                                         | zwemmer                                  | 2017    |
| Cornel Mărculescu                       | Roemenië                                          | bijdrager                                | 2010    |
| David Marsh                             | Verenigde Staten                                  | coach (zwemmen)                          | 2020    |
| Diana Mocanu                            | Roemenië                                          | zwemmer                                  | 2015    |
| Marcella MacDonald                      | Verenigde Staten                                  | openwaterzwemmer                         | 2019    |
| Lillian MacKellar                       | Verenigde Staten/ Canada/ Nieuw-Zeeland           | pionier coach/bijdrager/synchroonzwemmer | 1993    |
| Helene Madison                          | Verenigde Staten                                  | zwemmer                                  | 1966    |
| Hideko Maehata                          | Japan                                             | zwemmer                                  | 1979    |
| Mario Majoni                            | Italië                                            | waterpoloër                              | 1972    |
| Shozo Makino                            | Japan                                             | zwemmer                                  | 1991    |
| Håkan Malmrot                           | Zweden                                            | zwemmer                                  | 1980    |
| Matt Mann II                            | Verenigde Staten/ Verenigd Koninkrijk             | coach (zwemmen)                          | 1965    |
| Shelley Mann                            | Verenigde Staten                                  | zwemmer                                  | 1966    |
| Thompson Mann                           | Verenigde Staten                                  | zwemmer                                  | 1984    |
| Kálmán Markovits                        | Hongarije                                         | waterpoloër                              | 1994    |
| John Marshall                           | Australië                                         | zwemmer                                  | 1973    |
| G. Harold Martin                        | Verenigde Staten                                  | pionier bijdrager                        | 1999    |
| Rie Mastenbroek                         | Nederland                                         | zwemmer                                  | 1968    |
| Ikkaku Matsuzawa                        | Japan                                             | coach (zwemmen)                          | 2009    |
| Roland Matthes                          | Duitse Democratische Republiek                    | zwemmer                                  | 1981    |
| Mihály Mayer                            | Hongarije                                         | waterpoloër                              | 1987    |
| Charles McCaffree                       | Verenigde Staten                                  | bijdrager                                | 1976    |
| Glenn McCormick                         | Verenigde Staten                                  | coach (schoonspringen)                   | 1995    |
| Kelly McCormick                         | Verenigde Staten                                  | schoonspringer                           | 1999    |
| Patricia McCormick                      | Verenigde Staten                                  | schoonspringer                           | 1965    |
| Mike McDermott                          | Verenigde Staten                                  | zwemmer                                  | 1969    |
| Linda McGill                            | Australië                                         | zwemmer                                  | 1968    |
| Perry McGillivray                       | Verenigde Staten                                  | zwemmer                                  | 1981    |
| Judy McGowan                            | Verenigde Staten                                  | bijdrager/synchroonzwemmer               | 2009    |
| Margo McGrath                           | Verenigde Staten                                  | synchroonzwemmer                         | 1989    |
| Tim McKee                               | Verenigde Staten                                  | zwemmer                                  | 1998    |
| Don McKenzie                            | Verenigde Staten                                  | zwemmer                                  | 1989    |
| Josephine McKim                         | Verenigde Staten                                  | pionier zwemmer                          | 1991    |
| Frank McKinney                          | Verenigde Staten                                  | zwemmer                                  | 1975    |
| Jimmy McLane                            | Verenigde Staten                                  | zwemmer                                  | 1970    |
| Mary T. Meagher                         | Verenigde Staten                                  | zwemmer                                  | 1993    |
| Helen Meany                             | Verenigde Staten                                  | schoonspringer                           | 1971    |
| Jack Medica                             | Verenigde Staten                                  | zwemmer                                  | 1966    |
| Maxine Merlino                          | Verenigde Staten                                  | zwemmer (senioren)                       | 1999    |
| Leonid Mesjkov                          | Rusland                                           | pionier zwemmer                          | 2016    |
| Caren Metschuck                         | Duitse Democratische Republiek                    | zwemmer                                  | 1990    |
| Debbie Meyer                            | Verenigde Staten                                  | zwemmer                                  | 1977    |
| Igor Milanović                          | Joegoslavië                                       | waterpoloër                              | 2006    |
| Alban Minville                          | Frankrijk                                         | coach (zwemmen)                          | 1980    |
| Radovan Miškov                          | Kroatië                                           | waterpoloër (senioren)                   | 2014    |
| Matthew Mitcham                         | Australië                                         | schoonspringer                           | 2020    |
| Betsy Mitchell                          | Verenigde Staten                                  | zwemmer                                  | 1998    |
| Michele Mitchell                        | Verenigde Staten                                  | schoonspringer                           | 1995    |
| Yasuji Miyazaki                         | Japan                                             | zwemmer                                  | 1981    |
| Karen Moe                               | Verenigde Staten                                  | zwemmer                                  | 1992    |
| Tamás Molnár                            | Hongarije                                         | waterpoloër                              | 2016    |
| Jim Montgomery                          | Verenigde Staten                                  | zwemmer                                  | 1986    |
| Peter Montgomery                        | Australië                                         | bijdrager                                | 2013    |
| Belle Moore                             | Verenigd Koninkrijk                               | pionier zwemmer                          | 1989    |
| Adrian Moorhouse                        | Verenigd Koninkrijk                               | zwemmer                                  | 1999    |
| Pablo Morales                           | Verenigde Staten                                  | zwemmer                                  | 1998    |
| Phil Moriarty                           | Verenigde Staten                                  | coach (zwemmen)                          | 1980    |
| Pamela Morris                           | Verenigde Staten                                  | synchroonzwemmer/Swimmer                 | 1965    |
| Lucy Morton                             | Verenigd Koninkrijk                               | pionier zwemmer                          | 1988    |
| Bob Mowerson                            | Verenigde Staten                                  | coach (zwemmen)                          | 1986    |
| Ardeth Mueller                          | Verenigde Staten                                  | zwemmer (senioren)                       | 1996    |
| Camille Muffat                          | Frankrijk                                         | zwemmer                                  | 2016    |
| Bob Muir                                | Verenigde Staten                                  | Pionier Coach (zwemmen)                  | 1989    |
| Debbie Muir                             | Canada                                            | coach (synchroonzwemmen)                 | 2007    |
| Karen Muir                              | Zuid-Afrika                                       | zwemmer                                  | 1980    |
| Bill Mulliken                           | Verenigde Staten                                  | zwemmer                                  | 1984    |
| Felipe Muñoz                            | Mexico                                            | zwemmer                                  | 1991    |
| Katsuyoshi Murakami                     | Japan                                             | coach (zwemmen)                          | 1997    |
| Kevin Murphy                            | Verenigd Koninkrijk                               | openwaterzwemmer                         | 2009    |
| Paula Jean Myers-Pope                   | Verenigde Staten                                  | schoonspringer                           | 1979    |
| John Naber                              | Verenigde Staten                                  | zwemmer                                  | 1982    |
| Jiro Nagasawa                           | Japan                                             | zwemmer                                  | 1993    |
| Alfred Nakache                          | Frankrijk                                         | pionier zwemmer                          | 2019    |
| Keo Nakama                              | Verenigde Staten                                  | zwemmer                                  | 1975    |
| Anita Nall                              | Verenigde Staten                                  | zwemmer                                  | 2008    |
| Gail Neall                              | Australië                                         | zwemmer                                  | 1996    |
| Sandy Neilson                           | Verenigde Staten                                  | zwemmer                                  | 1986    |
| Jack Nelson                             | Verenigde Staten                                  | coach (zwemmen)                          | 1994    |
| János Németh                            | Hongarije                                         | waterpoloër                              | 1969    |
| Anthony Nesty                           | Suriname                                          | zwemmer                                  | 1998    |
| Paul Neumann                            | Oostenrijk                                        | pionier zwemmer                          | 1986    |
| Al Neuschaefer                          | Verenigde Staten                                  | coach (zwemmen)                          | 1967    |
| Megan Neyer                             | Verenigde Staten                                  | schoonspringer                           | 1997    |
| Cindy Nicholas                          | Canada                                            | openwaterzwemmer                         | 2005    |
| Judith de Nijs                          | Nederland                                         | openwaterzwemmer                         | 2014    |
| Monte Nitzkowski                        | Verenigde Staten                                  | coach (Waterpolo)                        | 1991    |
| Martha Norelius                         | Verenigde Staten                                  | zwemmer                                  | 1967    |
| Eva and Ilona Novák                     | Hongarije                                         | zwemmers                                 | 1973    |
| Ian O'Brien                             | Australië                                         | zwemmer                                  | 1985    |
| Ron O'Brien                             | Verenigde Staten                                  | coach (schoonspringen)/schoonspringer    | 1988    |
| Wally O'Connor                          | Verenigde Staten                                  | waterpoloër                              | 1966    |
| Susie O'Neill                           | Australië                                         | zwemmer                                  | 2006    |
| Heidi O'Rourke                          | Verenigde Staten                                  | synchroonzwemmer                         | 1980    |
| Norma Olsen                             | Verenigde Staten                                  | pionier bijdrager                        | 1998    |
| Zoe Ann Olsen                           | Verenigde Staten                                  | schoonspringer                           | 1989    |
| Willy den Ouden                         | Nederland                                         | zwemmer                                  | 1970    |
| Yoshiko Osaki                           | Japan                                             | zwemmer (senioren)                       | 2005    |
| Albina Osipowich                        | Verenigde Staten                                  | pionier zwemmer                          | 1986    |
| Javier Ostos                            | Mexico                                            | bijdrager                                | 1981    |
| Anne Ottenbrite                         | Canada                                            | zwemmer                                  | 1999    |
| Kristin Otto                            | Duitse Democratische Republiek                    | zwemmer                                  | 1993    |
| Yoshi Oyakawa                           | Verenigde Staten                                  | zwemmer                                  | 1973    |
| Henri Padou                             | Frankrijk                                         | waterpoloër                              | 1970    |
| Denis Pankratov                         | Rusland                                           | zwemmer                                  | 2004    |
| Richard Papenguth                       | Verenigde Staten                                  | coach (zwemmen/schoonspringen)           | 1986    |
| Frank Parrington                        | Verenigd Koninkrijk                               | pionier schoonspringer                   | 1986    |
| Al Patnik                               | Verenigde Staten                                  | schoonspringer                           | 1969    |
| Sue Pedersen                            | Verenigde Staten                                  | zwemmer                                  | 1995    |
| Aaron Peirsol                           | Verenigde Staten                                  | zwemmer                                  | 2016    |
| Peng Bo                                 | China                                             | schoonspringer                           | 2014    |
| Mike Peppe                              | Verenigde Staten                                  | coach (zwemmen/schoonspringen)           | 1966    |
| Kieren Perkins                          | Australië                                         | zwemmer                                  | 2006    |
| William Berge Phillips                  | Australië                                         | bijdrager                                | 1997    |
| Bernat Picornell                        | Spanje                                            | pionier bijdrager                        | 1993    |
| Clarence Pinkston                       | Verenigde Staten                                  | coach (schoonspringen)                   | 1966    |
| Karlyn Pipes                            | Verenigde Staten                                  | zwemmer (senioren)                       | 2015    |
| Eraldo Pizzo                            | Italië                                            | waterpoloër                              | 1990    |
| Joseph Pletinckx                        | België                                            | pionier waterpoloër                      | 1988    |
| Walter Poenisch                         | Verenigde Staten                                  | pionier openwaterzwemmer                 | 2017    |
| Igor Poljanski                          | Sovjet-Unie                                       | zwemmer                                  | 2002    |
| Andrea Pollack                          | Duitse Democratische Republiek                    | zwemmer                                  | 1987    |
| Alexander Popov                         | Rusland                                           | zwemmer                                  | 2009    |
| Boris Popov                             | Sovjet-Unie/ Rusland                              | coach (Waterpolo)                        | 2019    |
| Cynthia Potter                          | Verenigde Staten                                  | schoonspringer                           | 1987    |
| Dorothy Poynton-Hill                    | Verenigde Staten                                  | schoonspringer                           | 1968    |
| William Prew                            | Verenigde Staten                                  | pionier zwemmer                          | 1998    |
| Galina Prozumenshchikova                | Sovjet-Unie                                       | zwemmer                                  | 1977    |
| Richard Quick                           | Verenigde Staten                                  | coach (zwemmen)                          | 2000    |
| Erich Rademacher                        | Duitsland                                         | zwemmer/Waterpoloër                      | 1972    |
| Paul Radmilovic                         | Verenigd Koninkrijk                               | waterpoloër                              | 1967    |
| Brock Railey                            | Verenigde Staten                                  | zwemmer                                  | 2011    |
| Béla Rajki                              | Hongarije                                         | bijdrager                                | 1996    |
| Emil Rausch                             | Duitsland                                         | zwemmer                                  | 1968    |
| Austin Rawlinson                        | Verenigd Koninkrijk                               | pionier zwemmer                          | 1994    |
| Katherine Rawls                         | Verenigde Staten                                  | zwemmer/schoonspringer                   | 1965    |
| Michael Read                            | Verenigd Koninkrijk                               | bijdrager                                | 2011    |
| Carol Redmond                           | Verenigde Staten                                  | synchroonzwemmer                         | 1989    |
| Eddie Reese                             | Verenigde Staten                                  | coach (zwemmen)                          | 2002    |
| Randy Reese                             | Verenigde Staten                                  | coach (zwemmen)                          | 2005    |
| Rica Reinisch                           | Duitse Democratische Republiek                    | zwemmer                                  | 1989    |
| Desmond Renford                         | Australië                                         | openwaterzwemmer                         | 2016    |
| Stephanie Rice                          | Australië                                         | zwemmer                                  | 2019    |
| Ulrike Richter                          | Duitse Democratische Republiek                    | zwemmer                                  | 1983    |
| Aileen Riggin                           | Verenigde Staten                                  | zwemmer/schoonspringer                   | 1967    |
| Wally Ris                               | Verenigde Staten                                  | zwemmer                                  | 1966    |
| Richard Max Ritter                      | Verenigde Staten/ Duitsland                       | bijdrager                                | 1965    |
| David H. Robertson                      | Verenigde Staten                                  | coach (zwemmen)                          | 1989    |
| Carl Robie                              | Verenigde Staten                                  | zwemmer                                  | 1976    |
| Tom Robinson                            | Verenigde Staten                                  | coach (zwemmen)                          | 1975    |
| Jesús Rollán                            | Spanje                                            | waterpoloër                              | 2012    |
| Gail Roper                              | Verenigde Staten                                  | zwemmer (senioren)                       | 1997    |
| Billy Rose                              | Verenigde Staten                                  | bijdrager                                | 1995    |
| Murray Rose                             | Australië                                         | zwemmer                                  | 1965    |
| Anne Ross                               | Verenigde Staten                                  | schoonspringer                           | 1984    |
| Clarence Ross                           | Verenigde Staten                                  | pionier zwemmer                          | 1988    |
| Norman Ross                             | Verenigde Staten                                  | zwemmer                                  | 1967    |
| Norbert Rózsa                           | Hongarije                                         | zwemmer                                  | 2005    |
| Dick Roth                               | Verenigde Staten                                  | zwemmer                                  | 1987    |
| Keena Rothhammer                        | Verenigde Staten                                  | zwemmer                                  | 1991    |
| Jeff Rouse                              | Verenigde Staten                                  | zwemmer                                  | 2001    |
| Cesare Rubini                           | Italië                                            | waterpoloër                              | 2000    |
| Joseph Ruddy                            | Verenigde Staten                                  | pionier waterpoloër                      | 1986    |
| Ray Rude                                | Verenigde Staten                                  | bijdrager                                | 1992    |
| Ratko Rudić                             | Joegoslavië/ Italië/ Verenigde Staten/ Kroatië    | coach (Waterpolo)                        | 2007    |
| Tracie Ruiz                             | Verenigde Staten                                  | synchroonzwemmer                         | 1993    |
| Doug Russell                            | Verenigde Staten                                  | zwemmer                                  | 1985    |
| Sylvia Ruuska                           | Verenigde Staten                                  | zwemmer                                  | 1976    |
| Roy Saari                               | Verenigde Staten                                  | zwemmer                                  | 1976    |
| Jevgeni Sadovy                          | Sovjet-Unie/ Rusland                              | zwemmer                                  | 1999    |
| Soichi Sakamoto                         | Verenigde Staten                                  | coach (zwemmen)                          | 1966    |
| Salamon Ferenc                          | Hongarije                                         | bijdrager                                | 2019    |
| Vladimir Salnikov                       | Sovjet-Unie                                       | zwemmer                                  | 1993    |
| Summer Sanders                          | Verenigde Staten                                  | zwemmer                                  | 2002    |
| Mirko Sandić                            | Joegoslavië                                       | waterpoloër                              | 1999    |
| Imre Sárosi                             | Hongarije                                         | coach (zwemmen)                          | 1981    |
| Norman Sarsfield                        | Verenigd Koninkrijk                               | bijdrager                                | 2014    |
| Dmitri Saoetin                          | Rusland                                           | schoonspringer                           | 2016    |
| Charlie Sava                            | Verenigde Staten                                  | coach (zwemmen)                          | 1970    |
| Jill Savery                             | Verenigde Staten                                  | synchroonzwemmer                         | 2008    |
| E. Carroll Schaeffer                    | Verenigde Staten                                  | zwemmer                                  | 1968    |
| Otto Scheff                             | Oostenrijk                                        | pionier zwemmer                          | 1988    |
| Walt Schlueter                          | Verenigde Staten                                  | coach (zwemmen)                          | 1978    |
| Petra Schneider                         | Duitse Democratische Republiek                    | zwemmer                                  | 1989    |
| Nathalie Schneyder                      | Verenigde Staten                                  | synchroonzwemmer                         | 2013    |
| Al Schoenfield                          | Verenigde Staten                                  | bijdrager                                | 1985    |
| Clarke Scholes                          | Verenigde Staten                                  | zwemmer                                  | 1980    |
| Don Schollander                         | Verenigde Staten                                  | zwemmer                                  | 1965    |
| Hilde Schrader                          | Duitsland                                         | pionier zwemmer                          | 1994    |
| Terry Schroeder                         | Verenigde Staten                                  | waterpoloër                              | 2002    |
| Mark Schubert                           | Verenigde Staten                                  | coach (zwemmen)                          | 1997    |
| Carolyn Schuler                         | Verenigde Staten                                  | zwemmer                                  | 1989    |
| Olga Sedakova                           | Rusland                                           | synchroonzwemmer                         | 2019    |
| Peg Seller                              | Canada                                            | Pionier Synchroonzwemmer/Coach           | 1988    |
| Nida Senff                              | Nederland                                         | zwemmer                                  | 1983    |
| Jevgeni Sjaronov                        | Sovjet-Unie                                       | waterpoloër                              | 2003    |
| Tim Shaw                                | Verenigde Staten                                  | zwemmer/Waterpoloër                      | 1989    |
| George Sheldon                          | Verenigde Staten                                  | pionier schoonspringer                   | 1989    |
| Erwin Sietas                            | Duitsland                                         | pionier zwemmer                          | 1992    |
| Carlo Silipo                            | Italië                                            | waterpoloër                              | 2014    |
| Charles Silvia                          | Verenigde Staten                                  | bijdrager                                | 1976    |
| Farid Simaika                           | Egypte                                            | schoonspringer                           | 1982    |
| Kenneth Sitzberger                      | Verenigde Staten                                  | schoonspringer                           | 1994    |
| Bob Skelton                             | Verenigde Staten                                  | pionier zwemmer                          | 1988    |
| Jonty Skinner                           | Zuid-Afrika                                       | zwemmer                                  | 1985    |
| William Smith                           | Verenigde Staten                                  | zwemmer                                  | 1966    |
| Caroline Smith                          | Verenigde Staten                                  | pionier schoonspringer                   | 1988    |
| Charles Smith                           | Verenigd Koninkrijk                               | waterpoloër                              | 1981    |
| Dick Smith                              | Verenigde Staten                                  | coach (schoonspringen)                   | 1979    |
| Harold Smith                            | Verenigde Staten                                  | schoonspringer                           | 1979    |
| Jimmy Smith                             | Verenigde Staten                                  | pionier waterpoloër                      | 1992    |
| R. Jackson Smith                        | Verenigde Staten                                  | bijdrager                                | 1983    |
| Deryk Snelling                          | Canada/ Verenigd Koninkrijk                       | coach (zwemmen)                          | 1993    |
| Aleksandar Šoštar                       | Joegoslavië                                       | waterpoloër                              | 2011    |
| Spence broers: Walter, Leonard, Wallace | Guyana                                            | zwemmers                                 | 1967    |
| Mark Spitz                              | Verenigde Staten                                  | zwemmer                                  | 1977    |
| Allen Stack                             | Verenigde Staten                                  | zwemmer                                  | 1979    |
| Gus Stager                              | Verenigde Staten                                  | coach (zwemmen)                          | 1982    |
| Charles Steedman                        | Verenigd Koninkrijk/ Australië                    | bijdrager                                | 2000    |
| Britta Steffen                          | Duitsland                                         | zwemmer                                  | 2019    |
| Carrie Steinseifer                      | Verenigde Staten                                  | zwemmer                                  | 1999    |
| Jan Stender                             | Nederland                                         | coach (zwemmen)                          | 1973    |
| Jill Sterkel                            | Verenigde Staten                                  | zwemmer                                  | 2002    |
| Melvin Stewart                          | Verenigde Staten                                  | zwemmer                                  | 2002    |
| Ted Stickles                            | Verenigde Staten                                  | zwemmer                                  | 1995    |
| Tom Stock                               | Verenigde Staten                                  | zwemmer                                  | 1989    |
| Sharon Stouder                          | Verenigde Staten                                  | zwemmer                                  | 1972    |
| Juno Stover-Irwin                       | Verenigde Staten                                  | schoonspringer                           | 1980    |
| Petar Stoychev                          | Bulgarije                                         | openwaterzwemmer                         | 2018    |
| Alison Streeter                         | Verenigd Koninkrijk                               | openwaterzwemmer                         | 2006    |
| Gus Sundstrom                           | Verenigde Staten                                  | Pionier Coach (zwemmen)/bijdrager        | 1995    |
| Daichi Suzuki                           | Japan                                             | zwemmer                                  | 2020    |
| Sun Shuwei                              | China                                             | schoonspringer                           | 2007    |
| Bill Sweetenham                         | Australië                                         | coach (zwemmen)                          | 2018    |
| Clyde Swendsen                          | Verenigde Staten                                  | pionier schoonspringer/Coach/Waterpoloër | 1991    |
| Zoltán Szécsi                           | Hongarije                                         | waterpoloër                              | 2016    |
| Éva Székely                             | Hongarije                                         | zwemmer                                  | 1976    |
| István Szívós jr.                       | Hongarije                                         | waterpoloër                              | 1996    |
| István Szívós sr.                       | Hongarije                                         | waterpoloër                              | 1997    |
| Katalin Szőke                           | Hongarije                                         | zwemmer                                  | 1985    |
| Miya Tachibana                          | Japan                                             | synchroonzwemmer                         | 2011    |
| Ray Taft                                | Verenigde Staten                                  | zwemmer (senioren)                       | 1996    |
| Nobutaka Taguchi                        | Japan                                             | zwemmer                                  | 1987    |
| Katsuo Takaishi                         | Japan                                             | pionier zwemmer                          | 1991    |
| Miho Takeda                             | Japan                                             | synchroonzwemmer                         | 2018    |
| Don Talbot                              | Australië                                         | coach (zwemmen)                          | 1979    |
| Tan Liangde                             | China                                             | schoonspringer                           | 2000    |
| Satoko Tanaka                           | Japan                                             | zwemmer                                  | 1991    |
| Elaine Tanner                           | Canada                                            | zwemmer                                  | 1980    |
| Jean Taris                              | Frankrijk                                         | zwemmer                                  | 1984    |
| Ulrike Tauber                           | Duitse Democratische Republiek                    | zwemmer                                  | 1988    |
| Henry Taylor                            | Verenigd Koninkrijk                               | zwemmer                                  | 1969    |
| June Taylor                             | Canada                                            | Pionier Synchroonzwemmer                 | 1991    |
| Shelley Taylor-Smith                    | Australië                                         | openwaterzwemmer                         | 2008    |
| Stella Taylor                           | Verenigde Staten                                  | Marathon Swimmer                         | 1982    |
| Noboru Terada                           | Japan                                             | pionier zwemmer                          | 1994    |
| Mark Tewksbury                          | Canada                                            | zwemmer                                  | 2000    |
| David Theile                            | Australië                                         | zwemmer                                  | 1968    |
| Melchisédech Thévenot                   | Frankrijk                                         | pionier bijdrager                        | 1990    |
| Nick Thierry                            | Canada                                            | bijdrager                                | 2001    |
| Petria Thomas                           | Australië                                         | zwemmer                                  | 2010    |
| Ralph Thomas                            | Verenigd Koninkrijk                               | pionier bijdrager                        | 2004    |
| Jenny Thompson                          | Verenigde Staten                                  | zwemmer                                  | 2009    |
| Nort Thornton                           | Verenigde Staten                                  | coach (zwemmen)                          | 1995    |
| Ian Thorpe                              | Australië                                         | zwemmer                                  | 2011    |
| Petra Thümer                            | Duitse Democratische Republiek                    | zwemmer                                  | 1987    |
| Stan Tinkham                            | Verenigde Staten                                  | coach (zwemmen)                          | 1989    |
| Gary Tobian                             | Verenigde Staten                                  | schoonspringer                           | 1978    |
| Dara Torres                             | Verenigde Staten                                  | zwemmer                                  | 2016    |
| Kenneth Treadway                        | Verenigde Staten                                  | bijdrager                                | 1983    |
| Libby Trickett                          | Australië                                         | zwemmer                                  | 2018    |
| Mike Troy                               | Verenigde Staten                                  | zwemmer                                  | 1971    |
| John Trudgen                            | Verenigd Koninkrijk                               | bijdrager                                | 1974    |
| Ivo Trumbić                             | Joegoslavië/ Nederland                            | waterpoloër/Coach                        | 2015    |
| Yoshiyuki Tsuruta                       | Japan                                             | zwemmer                                  | 1968    |
| Jon Urbanchek                           | Verenigde Staten                                  | coach (zwemmen)                          | 2008    |
| Jelena Vajtsechovskaja                  | Sovjet-Unie                                       | schoonspringer                           | 1992    |
| Laura Val                               | Verenigde Staten                                  | zwemmer (senioren)                       | 2003    |
| Georges Vallerey                        | Frankrijk                                         | pionier zwemmer                          | 2017    |
| Franziska van Almsick                   | Duitsland                                         | zwemmer                                  | 2010    |
| Amy Van Dyken                           | Verenigde Staten                                  | zwemmer                                  | 2007    |
| Helen Vanderburg                        | Canada                                            | synchroonzwemmer                         | 1985    |
| Albert van de Weghe                     | Verenigde Staten                                  | zwemmer                                  | 1990    |
| Vladimir Vasin                          | Sovjet-Unie                                       | schoonspringer                           | 1991    |
| Jesse Vassallo                          | Verenigde Staten                                  | zwemmer                                  | 1997    |
| Joe Verdeur                             | Verenigde Staten                                  | zwemmer                                  | 1966    |
| Mirko Vičević                           | Joegoslavië                                       | waterpoloër                              | 2020    |
| Penny and Vicky Vilagos                 | Canada                                            | synchroonzwemmers                        | 2014    |
| Kay Vilen                               | Verenigde Staten                                  | coach (synchroonzwemmen)                 | 1978    |
| Brenda Villa                            | Verenigde Staten                                  | waterpoloër                              | 2018    |
| Nel van Vliet                           | Nederland                                         | zwemmer                                  | 1973    |
| Matt Vogel                              | Verenigde Staten                                  | zwemmer                                  | 1996    |
| Herbert Vollmer                         | Verenigde Staten                                  | pionier zwemmer                          | 1990    |
| Chris von Saltza                        | Verenigde Staten                                  | zwemmer                                  | 1966    |
| Otto Wahle                              | Oostenrijk/ Verenigde Staten                      | pionier zwemmer/bijdrager                | 1996    |
| Helen Wainwright                        | Verenigde Staten                                  | zwemmer/schoonspringer                   | 1972    |
| Carolyn Waldo                           | Canada                                            | synchroonzwemmer                         | 1994    |
| Ross Wales                              | Verenigde Staten                                  | bijdrager                                | 2004    |
| C. W. Wallis                            | Australië                                         | pionier bijdrager                        | 1986    |
| Gottlob Walz                            | Duitsland                                         | pionier schoonspringer                   | 1988    |
| Debbie Watson                           | Australië                                         | waterpoloër                              | 2008    |
| Don Watson                              | Verenigde Staten                                  | coach (zwemmen)                          | 2015    |
| Lillian Watson                          | Verenigde Staten                                  | zwemmer                                  | 1984    |
| Marshall Wayne                          | Verenigde Staten                                  | schoonspringer                           | 1981    |
| Mary Wayte                              | Verenigde Staten                                  | zwemmer                                  | 2000    |
| Matthew Webb                            | Verenigd Koninkrijk                               | zwemmer                                  | 1965    |
| Robert Webster                          | Verenigde Staten                                  | schoonspringer                           | 1970    |
| Mariechen Wehselau                      | Verenigde Staten                                  | pionier zwemmer                          | 1989    |
| Maarten van der Weijden                 | Nederland                                         | openwaterzwemmer                         | 2017    |
| Johnny Weissmuller                      | Verenigde Staten                                  | zwemmer                                  | 1965    |
| Kim Welshons                            | Verenigde Staten                                  | synchroonzwemmer                         | 1988    |
| Mike Wenden                             | Australië                                         | zwemmer                                  | 1979    |
| Albert White                            | Verenigde Staten                                  | schoonspringer                           | 1965    |
| Beverley Whitfield                      | Australië                                         | zwemmer                                  | 1995    |
| Sharon Wichman                          | Verenigde Staten                                  | zwemmer                                  | 1991    |
| Alick Wickham                           | Salomonseilanden                                  | bijdrager                                | 1974    |
| Tracey Wickham                          | Australië                                         | zwemmer                                  | 1992    |
| Albert Wiggins                          | Verenigde Staten                                  | zwemmer                                  | 1994    |
| Monique Wildschut                       | Nederland                                         | openwaterzwemmer                         | 2016    |
| David Wilkie                            | Verenigd Koninkrijk                               | zwemmer                                  | 1982    |
| George Wilkinson                        | Verenigd Koninkrijk                               | waterpoloër                              | 1980    |
| Laura Wilkinson                         | Verenigde Staten                                  | schoonspringer                           | 2017    |
| Herman Willemse                         | Nederland                                         | openwaterzwemmer                         | 2008    |
| Esther Williams                         | Verenigde Staten                                  | bijdrager                                | 1966    |
| Craig Wilson                            | Verenigde Staten                                  | waterpoloër                              | 2005    |
| William Wilson                          | Verenigd Koninkrijk                               | pionier bijdrager                        | 2003    |
| Bob Windle                              | Australië                                         | zwemmer                                  | 1990    |
| Thea de Wit                             | Nederland                                         | bijdrager                                | 2005    |
| Margaret Woodbridge                     | Verenigde Staten                                  | pionier zwemmer                          | 1989    |
| Cynthia Woodhead                        | Verenigde Staten                                  | zwemmer                                  | 1994    |
| Bernie Wrightson                        | Verenigde Staten                                  | schoonspringer                           | 1984    |
| Wu Chuanyu                              | China                                             | pionier zwemmer                          | 2017    |
| Wendy Wyland                            | Verenigde Staten                                  | schoonspringer                           | 2001    |
| Mina Wylie                              | Australië                                         | zwemmer                                  | 1975    |
| Xiong Ni                                | China                                             | schoonspringer                           | 2006    |
| Xu Yanmei                               | China                                             | schoonspringer                           | 2000    |
| Xu Yiming                               | China                                             | coach (schoonspringen)                   | 2003    |
| Tsuyoshi Yamanaka                       | Japan                                             | zwemmer                                  | 1983    |
| Teófilo Yldefonso                       | Filipijnen                                        | pionier zwemmer                          | 2010    |
| William Yorzyk                          | Verenigde Staten                                  | zwemmer                                  | 1971    |
| Masanori Yusa                           | Japan                                             | pionier zwemmer                          | 1992    |
| Georg Zacharias                         | Duitsland                                         | pionier zwemmer                          | 2002    |
| Zhang Xiuwei                            | China                                             | schoonspringer                           | 2017    |
| Zhou Jihong                             | China                                             | schoonspringer                           | 1994    |
| Andrés "Bandy" Zolyomy                  | Hongarije/ Italië/ Spanje                         | coach (Waterpolo)                        | 2010    |
| Alberto Zorrilla                        | Argentinië                                        | zwemmer                                  | 1976    |
| Albert Zürner                           | Duitsland                                         | pionier schoonspringer                   | 1988--> |